# Théâtre des Halles
Le Théâtre des Halles est une structure théâtrale française implantée à Avignon, dans le Vaucluse. Il a été créé en 1983 sous l’impulsion du metteur en scène Alain Timár. Scène permanente et lieu de spectacles du Festival off d'Avignon, le Théâtre des Halles est situé intra-muros, à proximité de la Place Pie et des Halles d'Avignon, marché provençal d'où il tire son nom.

## Histoire

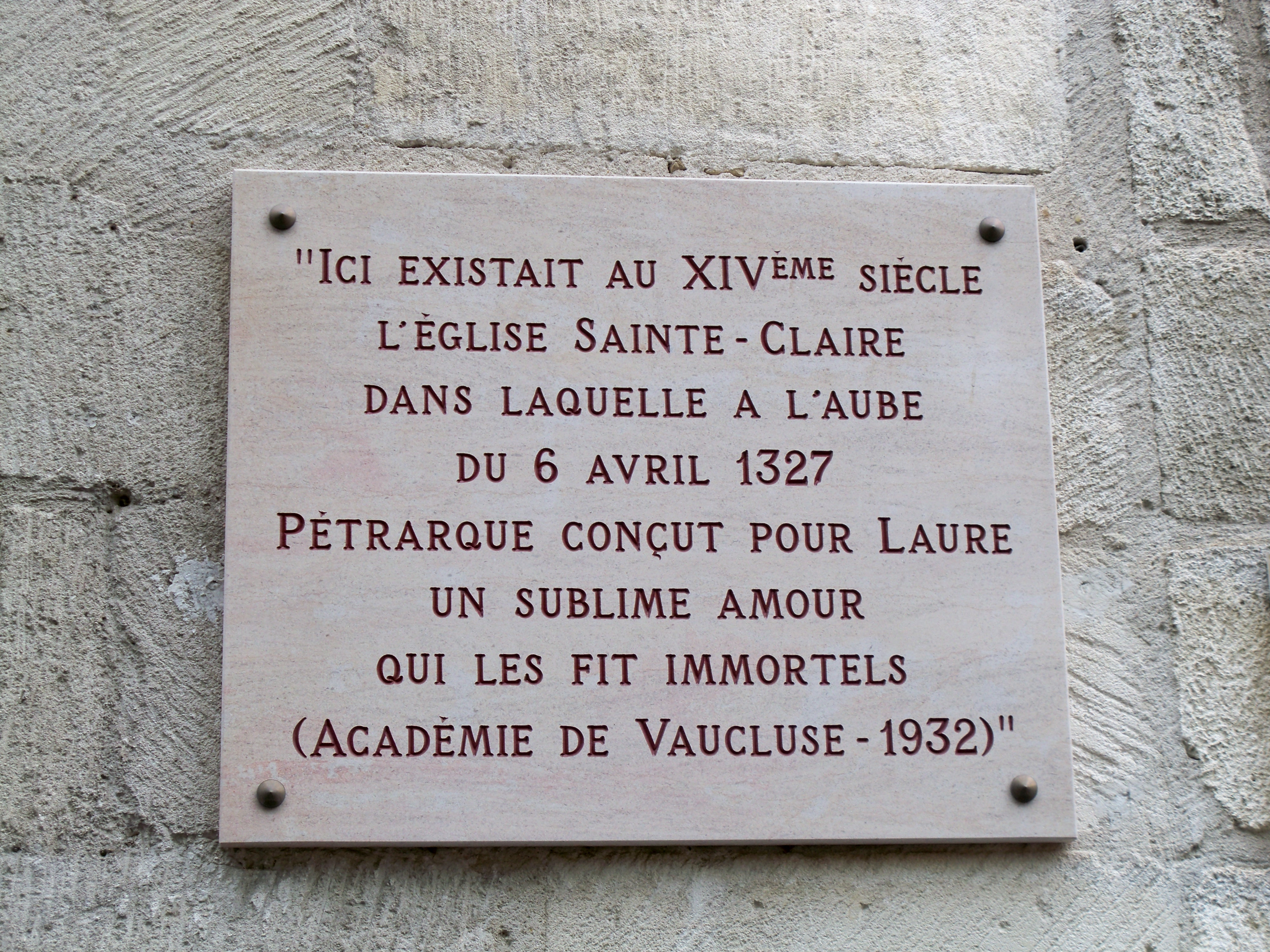
Plaque sur la chapelle en hommage à Pétrarque et Laure de Noves.

Le théâtre se trouve dans les murs d'un ancien couvent de clarisses, fondé en 1239. Un siècle plus tard, c'est en la chapelle du couvent que Pétrarque fit la connaissance de Laure de Noves, qui deviendra sa muse.

## Le lieu
Fondé par Alain Timár en 1983, le Théâtre des Halles est à la fois un lieu de création et un lieu d’accueil avec une programmation régulière tout au long de l'année. Les spectacles y sont programmés dans deux salles : la salle du Chapitre et la Chapelle Sainte-Claire.

### La Salle du Chapitre
Principale salle du Théâtre des Halles, elle possède une configuration modulable et d'une capacité d'accueil en gradins allant de 200 à 300 places assises. Son plateau a les dimensions suivantes :
- Largeur : 11 m
- Profondeur : 24 m
- Hauteur sous grill : 4,8 m.

Les loges et toilettes attenantes sont accessibles aux handicapés.

### Chapelle Sainte Claire
Autrefois dédiée à Sainte-Claire d'Assise, cette ancienne chapelle de la Cité des papes est aujourd'hui rattachée au Théâtre des Halles et utilisée comme salle de spectacle. Équipée d'une cinquantaine de places assises, elle accueille les spectacles de petite forme, en particulier durant la programmation du Festival d'Avignon.